# الرسم الهندي المعاصر

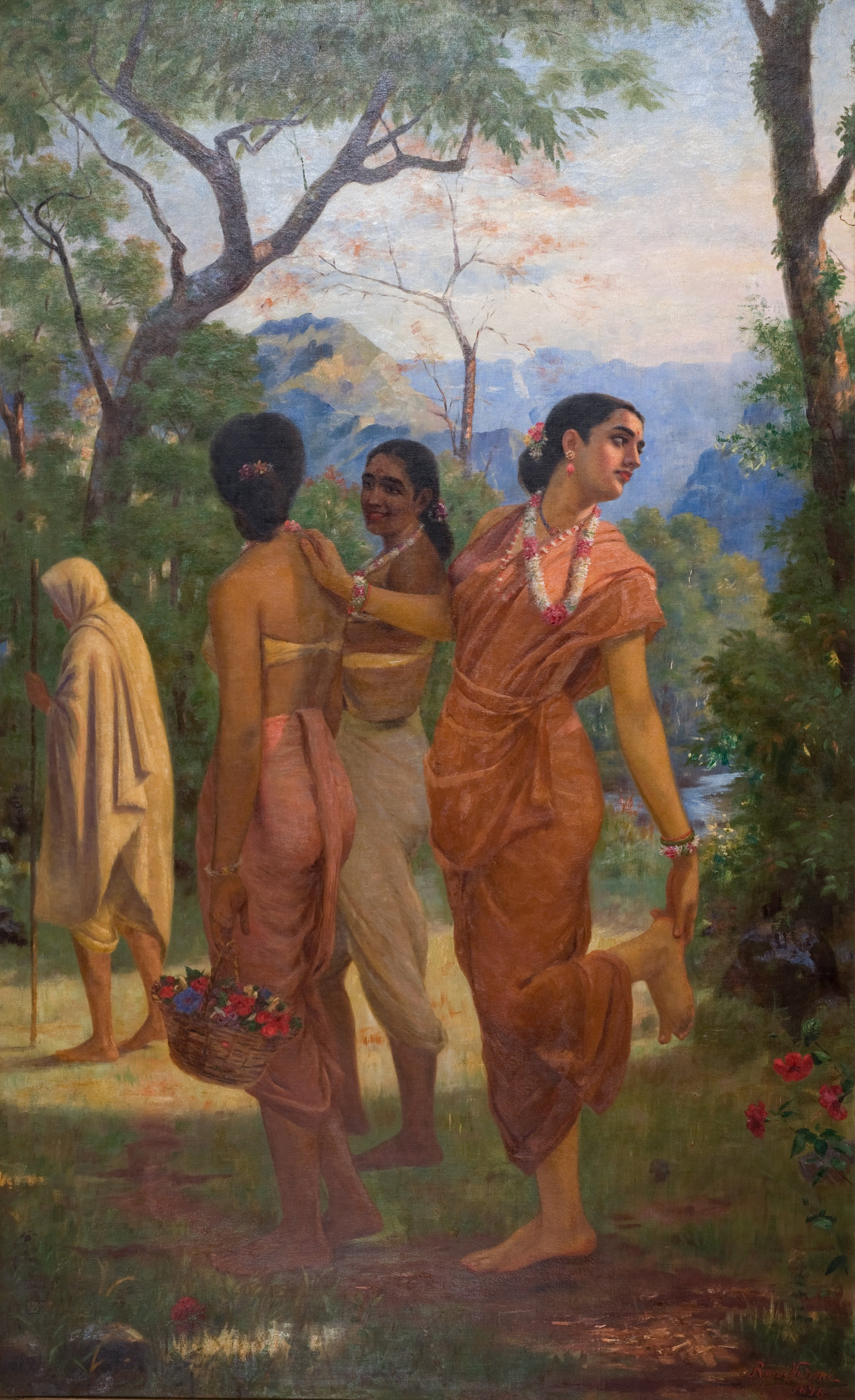
لوحة للفنان راجا رافي فارما، تصور شاكونتالا وهي إحدى شخصيات ملحمة مهابهاراتا.

تعتبر الحركة الفنية الهندية الحديثة في الرسم الهندي أنها بدأت في كلكتا في أواخر القرن التاسع عشر. انقرضت التقاليد القديمة للرسم إلى حد ما في البنغال، وبدأت مدارس فنية جديدة على يد البريطانيين. في بداية الأمر، رسم أبطال الفن الهندي مثل راجا رافي فارما باستخدام التقنيات والتقاليد الغربية، وشملت هذه التقاليد الرسم الزيتي ومساند اللوحات. أدى رد الفعل على التأثير الغربي إلى إحياء في البدائية، أُطلق عليه اسم مدرسة البنغال في الرسم، التي استمدت الكثير من التراث الثقافي الغني للهند. حققت هذه المدرسة النجاح بفضل مدرسة سانتينيكيتان برئاسة روبندرونات طاغور الذي عاد إلى مثالية سكان الريف والحياة الريفية. على الرغم من أن تأثير المدرسة امتد على مستوى البلاد، تراجعت أهميتها في الأربعينيات لتنتهي تمامًا في يومنا هذا.

## المدارس الفنية البريطانية
بدأت لوحات الحوامل واللوحات الزيتية في الهند بداية القرن الثامن عشر الذي شهد العديد من الفنانين الأوروبيين، مثل زوفاني وكيتل وهودجيز، وتوماس وويليام دانييل، وجوشوا رينولدز وإميلي إيدن وجورج شينيري الذين جاؤوا إلى الهند بحثًا عن الشهرة والثروة. كان تجار شركة الهند الشرقية في الهند عاملًا مهمًا بالنسبة للفنانين الأوروبيين بسبب رعايتهم للفنون البصرية والتمثيلية وأيضًا بسبب حاجتهم إلى الأسلوب الأوروبي للبورتريهات.
جاء جون غريفيث مع جون لوكوود كيبلينغ (والد روديارد كيبلينغ) إلى الهند بعد عام 1857، استمر غريفيث رئيسًا لمدرسة السير جاي جاي للفنون، واعتُبر أفضل الرسامين الفيكتوريين الذين جاؤوا إلى الهند. ترأس كيبلينغ أيضًا كلًا من مدرسة جاي جاي للفنون ومدرسة مايو للفنون التي أُنشئت في لاهور عام 1878.
أخذ الموقف التنويري في القرن الثامن عاشر الذي أظهره جيل سابق من البريطانيين نحو التاريخ والآثار والأدب والثقافة والفن الهندي، منعطفًا بعيدًا في منتصف القرن التاسع عشر. كان يُنظر إلى المظاهر السابقة للفن الهندي على أنها «ميتة» وعلى أنها أشياء تُعرض في المتاحف، ومن «وجهة النظر البريطانية الرسمية، لم تمتلك الهند فنًا حيًا». أنشأ البريطانيون مدارس للفن في كلكتا ومدراس في عام 1854 وفي بومباي عام 1857، لنشر القيم الغربية في التربية الفنية والأجندة الاستعمارية.

## راجا رافي فارما
كان راجا رافي فارما (1848- 1906) رسامًا هنديًا من ولاية ترافانور الأميرية. عرفه الغرب عندما فاز بالجائزة الأولى في معرض فيينا للفنون عام 1873. أُرسلت لوحات فارما إلى معرض كولومبيا العالمي الذي أُقيم في شيكاغو عام 1893 ومُنح ميداليتين ذهبيتين. يُعتبر من أوائل الحداثيين جنبًا إلى جنب مع أمريتا جيل شير (1913- 1941)، من الدعاة الأساسيين للتقنيات الغربية التي تهدف لتطوير معايير جمالية جديدة في التفسير الذاتي للثقافة الهندية مع «الوعد بالمادية في وسط من الألوان الزيتية ونموذج الواقع لشكل المرآة/ النافذة من اللوحة الموضوعة على حامل». من أهم الرسامين الهنديين البارزين المولودين في القرن التاسع عشر بيستونجي بومانجي (1851- 1938) وماهاديف فيشوانتا دهوراندهار (1872- 1944) وإيه إكس تريندادي (1870- 1935) وإم إف بيثاولا (1872- 1937) وساولارام لاكشمان هالدانكار (1882-1968) وهيمين ماجومدار (1894- 1948).
اعتُبر عمل فارما من بين أفضل الأمثلة على اندماج التقاليد الهندية مع تقنيات الفن الأكاديمي الأوروبي، في الإطار الاستعماري القومي للقرن التاسع عشر. أكثر ما يُذكر هي لوحاته للنساء اللواتي يرتدين ملابس الساري الجميلة ويبدين جميلات ورشيقات. أصبح فارما الاستعاري الأكثر شهرة في الموضوعات الهندية، من خلال تصويره لمشاهد من ملاحم مهابهاراتا ورامايانا.
اعتبر راجا رافي فارما عمله بمثابة «إنشاء هوية حضارية جديدة خاضعة لشروط الهند في القرن التاسع عشر». هدف راجا إلى تشكيل ولاية هندية للفن على غرار تلك التي تنتمي للحضارات اليونانية والرومانية الكلاسيكية.
توفي راجا رافي فارما في 1906 عن عمر 58 عامًا، وهو يُعد من بين أعظم الرسامين في تاريخ الفن الهندي.

## المدرسة البنغالية
خلال العصر الاستعماري، بدأت التأثيرات الغربية في التأثير على الفن الهندي. طور بعض الفنانين أسلوبًا يستخدم الأفكار الغربية للتكوين والمنظور والواقعية لتوضيح الموضوعات الهندية. نشأت مدرسة البنغال كحركة طليعية وقومية ضد أساليب الفن الأكاديمي التي روج لها سابقًا في الهند، سواء من قبل فنانين هنود مثل فارما أو في مدارس الفن البريطانية.
حاول مدرس الفن البريطاني إرنست بينفيلد هافل إصلاح أساليب التدريس في كلية كالكوتا للفن، من خلال تشجيع الطلاب على تقليد منمنمات المغول، في أعقاب التأثير واسع النطاق للأفكار الروحية الهندية في الغرب. سبب هذا جدلًا كبيرًا، مما أدى إلى اضراب الطلاب وتقديم الصحافة المحلية للشكاوى، وكان من بينهم القوميون الذين اعتبروا هذه الحركة خطوة رجعية. دعم الفنان أبانيندرانات طاغور، ابن أخ الشاعر روبندرونات طاغور حركة هافل.
رسم أبانيندرانات عددًا من الأعمال التي تأثرت بفن المغول، وهو أسلوب يعتقد هو وهافل أنه يعبر عن الصفات الروحية المميزة للهند، في مقابل «المادية» للغرب. تصور لوحته الأكثر شهرة، بهارات ماتا (الهند الأم)، امرأة شابة بأربعة أذرع على طريقة الآلهة الهندوسية، تحمل أشياء ترمز إلى التطلعات الوطنية للهند. كان من بين الشخصيات البارزة الأخرى من مدرسة البنغال للفنون، غاغينيندرانات تاكور، الأخ الأكبر لأبانيندرانات، وجاميني روي وموكول داي ومانيشي داي ورام كينكر باج، الذي يُعرف لكونه رائدًا في النحت الهندي الحديث. يُعد تشتابروساد بهاتاشاريا شخصية مهمة أخرى من هذا العصر، رفض الكلاسيكية التي تميزت بها المدرسة البنغالية وانشغالها الروحي. شمل كتابه بنغال الجائعة: جولة عبر منطقة ميدنابور، العديد من الرسومات التي صورت مجاعة البنغال مستمدًا إياها من الحياة، فضلًا عن وثائق الأشخاص الذين جرى تصويرهم. حظر البريطانيون الكتاب وأتلفوا 5000 نسخة كانوا قد استولوا عليها، إلا أن عائلة تشتابروساد أخفت نسخة واحدة فقط وهي الآن في حوزة معرض دلهي للفنون.
طور أبانيندرانات خلال السنوات الافتتاحية من القرن العشرين روابط مع شخصيات ثقافية يابانية مثل مؤرخ الفن أوكاكورا كاكوزو والرسام يوكوياما تيكان، كجزء من مبادرة حداثية عالمية ذات ميول آسيوية.
كان من بين المرتبطين بهذا النموذج الشرقي في الهند كل من نادالال بوزس وبينودي بيهاري موكهيرجي وفيناياك شيفارام ماسوجي وبي سي سانيال وبيوهار رامانوهار سينها، وجاء بعدهم طلابهم مثل إيه راماشاندران وتان يوان تشاميلي وغيرهم. بدأ تأثير مدرسة البنغال على مشهد الفن الهندي في التخفيف بشكل تدريجي من انتشار الأفكار الحداثية بعد الاستقلال.